# Pavol Strauss
Pavol Strauss (Liptovský Mikuláš, 30 agosto 1912 – Nitra, 3 giugno 1994) è stato un medico, filosofo e scrittore slovacco.

## Biografia
Trascorse l'infanzia e gli anni da studente nella casa di suo nonno, il medico Bartolomej Kux, ebreo colto ed erudito, ma con tendenze allo scetticismo. Strauss terminò gli studi liceali presso la sua città natale, dove operò attivamente nel circolo autogestito M. M. Hodža. Dopo la maturità iniziò a studiare medicina a Vienna ma terminò gli studi presso l'università tedesca di Praga. Tra il 1938 e il 1939 svolse il servizio militare per un anno. Lavorò come medico a Palúdzka e Ružomberok.
Il 1942 fu l'anno della conversione dall'ebraismo alla fede cattolica dopo due anni di lotte interiori. Prima del termine della guerra fu deportato nel campo di concentramento di Nováky e per pochissimo scampò alla fucilazione. Continuò poi a lavorare come chirurgo a Bratislava e tra il 1946 e il 1956 fu primario a Skalica. Tra il 1956 e il 1982 lavorò come chirurgo presso l'Ospedale Statale di Nitra.

## Pensiero
Anche sotto l'influsso di suo nonno il giovane Strauss maturò una visione piuttosto panteistica del mondo - e questo lo riempiva di paura ed incertezza. Dopo la prima adolescenza iniziò a dubitare sui valori del mondo, spettatore di aspri conflitti ed ingiustizie sociali. In molti dei suoi fratelli ebrei vedeva tutt'altro che buoni esempi; dall'altro lato però ammirava la vita di tanti rabbini cassidici. Al termine degli studi liceali si avvicinò alle teorie comuniste e studiò le opere di Mehring, Engels, Lenin, Plekhanov e Bukharin. Fu fortemente influenzato dal surrealismo di Breton, Eluard, dal poetismo e dal dadaismo.
Negli anni degli studi praghesi maturò ricchissime esperienze culturali, che però più tardi, in retrospettiva, percepiva solo come "etichetta, cerotto su un mondo interiore affranto e misero. Confusione esteriore che dominava su una dimensione interiore peccaminosa ancora più confusa. A muovermi furono le incertezze morali, il desiderio di uscire dalla mediocrità generale e la gran fame di verità, purezza e sicurezza, anche al di fuori dei tanto reclamizzati problemi sociali...". Dopo questa fase iniziale giunge il primo stadio della conversione di Strauss al cristianesimo. L'autore lo caratterizza come un appello ad uscire da se stesso e alla vita con gli altri, alla vita per il mondo, specie per il mondo del futuro.
Il secondo stadio della conversione iniziò durante il servizio militare a Ružomberok, grazie soprattutto all'influsso della famiglia Munk. Furono i membri di questa famiglia ad introdurlo alla letteratura cattolica, specie con Lippert e Guardini. Ma Strauss lesse molto anche Maritain, Blondel, Gilson, Guitton, Rilke, Papini, Bergson e altri. Eppure non riusciva completamente a staccarsi da alcuni pensieri di Nietzsche, Breton e altre idee pubblicate sulla rivista Psyché.
Nella terza fase della conversione (a partire più o meno dal 1940), l'autore accolse l'invito al battesimo specie grazie agli incontri col sacerdote Jozef Kožár, che per più di sei mesi lo introdusse al Nuovo Testamento. Poco prima del battesimo svolse gli esercizi spirituali sotto la guida del padre gesuita, Ján Dieška, e infine il colloquio col padre provinciale gesuita Jozef Mikuš.
Nel periodo successivo alla conversione rafforzò la propria fede attraverso la lettura di letteratura religiosa, specie l'Imitazione di Cristo e la Filotea e in generale addentrandosi profondamente nella vita liturgica della Chiesa. Di non poco conto in questo senso fu anche il sostegno di sua moglie Mária, nata Loydlová.

## Opere
La traduzione dei titoli in italiano riportata accanto al titolo originale dell'opera nelle parentesi quadre [...] ha solo carattere indicativo, non essendo state ufficialmente pubblicate versioni in lingua italiana delle opere di Strauss.
- Die Kanone auf dem Ei, 1936 (poesie).
- Schwarze verse [Versi neri], 1937 (poesie).
- Všetko je rovnako blízke i ďaleké (Kaleidoskop z cesty po Švajčiarsku) [Tutto è uguale vicino e lontano (Caleidoscopio di un viaggio in Svizzera)], 1946.
- Mozaika nádeje [Mosaico di speranza], Bratislava, 1948.
- Stĺpy [Colonne], Ružomberok, 1948.
- Aforistické diárium [Diario aforistico], Ružomberok, 1960.
- Krížová cesta pre chorých [Via Crucis per i malati], Ružomberok, 1964.
- Postila dneška [Postilla di oggi], Ružomberok, 1965.
- Zápisky diletanta [Appunti di un dilettante], Bratislava, 1968.
- Zákruty bez ciest [Curve senza strade], Bratislava, 1971.
- Roztrhnutá opona [Cortina strappata]. Ružomberok, 1972.
- Rekviem za živých [Requiem per i viventi]. Bratislava, 1991.
- Nádhera nečakaného. Úsmev nad úsmevom [La meraviglia dell'inatteso. Sorriso su sorriso], (Pensieri e aforismi), Bratislava, 1992.
- Kvety z popola [Fiori di cenere], Martin, 1992.
- Mozaika nádeje [Mosaico di speranza] (edizione ampliata), Bratislava, 1992.
- Ecce homo, Bratislava, 1992.
- Tesná brána [La porta stretta], Bratislava, 1992.
- A slovo zdúchal duch [E lo spirito soffiò la parola], Bratislava, 1992.
- Krížová cesta (Mozaika meditácií) [Via Crucis (Mosaico di meditazioni)], Bratislava, 1993.
- Za mostom času [Oltre il ponte del tempo], Košice, 1993.
- Kolíska dôvery [Culla di fiducia], Trnava, 1994.
- Odvrátený hlas. Poznámky ku všetkému i k životu [Una voce allontanata. Note su tutto e sulla vita], Bratislava, 1994.
- Torzo ticha [Lo scheletro del silenzio], Bratislava1995.
- Život je len jeden [La vita è una sola], Bratislava, Bratislava, 1996.
- Človek pre nikoho [Uomo per nessuno], Bratislava, 2000.
- Sme mocnejší než čas. Apokalyptické tiene [Siamo più potenti del tempo. Ombre apocalittiche], Bratislava, 2005.

Scritti selezionati:
- volume 1: S výhľadom do nekonečna [Uno sguardo sull'infinito], Prešov, 2010.
- volume 2: Hudba plaší smrť [La musica fa paura alla morte], Prešov, 2010.
- volume 3: Rekviem za neumieranie [Requiem per il non morire], Prešov, 2010.
- volume 4: Skalpelom i perom [Con il bisturi e con la penna], Prešov, 2010.
- volume 5: Ozveny vnútorných hlasov [Echi di voci interiori], Prešov, 2010.
- volume 6: Aforistické iskrenie [Scintille aforistiche], Prešov, 2010.
- volume 7: Život je provizórium [La vita è tutta provvisoria], Prešov, 2011.
- volume 8: Slovenské básne [Poesie in slovacco] Prešov, 2011.
- volume 9: Nemecké básne[Poesie in tedesco], Prešov, 2011.
- volume 10: Preklady [Traduzioni], Prešov, 2012.